# 이도재공의 적거
이도재공의 적거는 대한민국 전라남도 완도군 고금면 덕암리에 있다. 2003년 11월 24일 완도군의 향토문화유산 제1호로 지정되었다.

## 개요
이도재공의 적거는 임오군란(1882년) 당시 개화당이 개화에 실패하자 간접적으로 관련된 李道宰公(당시 5위도총부후군)은 고금면 대평리(현 덕암리)로 유배 되었는 바, 유배와서 주민의 선도 및 교회와 후배양성 등으로 주민들의 존경과 흠모를 한 몸에 받았다고 한다. 
이러한 계기로 설군 활동하여 1896년 2월 3일에 완도군이 탄생하기까지 공헌이 큰 이도재공의 귀향집이 고금면 덕암리에 현존한다. 
완도군에서는 이도재공의 유배 공간과 학문전수, 완도군의 설군 노력을 기리기 위해 2003년 적거지를 향토유적으로 지정하고, 전문가들의 고증을 거쳐 5칸의 안채와 3탄의 사랑채를 초가로 복원하였다.